# یائیر
یائیر(عبری:יאיר یائِر به معنی «روشنایی‌ها») از شخصیت‌های تنخ یهودی و عهد عتیق در انجیل است که نخستین بار نامش در کتاب داوران و به عنوان نهمین داور بنی‌اسرائیل که پس از تولع و قبل از یفتاح حکومت داشته، ذکر شده‌است. او را پسر سجوب حصرون و از نسل یهودا دانسته‌اند که از طرف مادر نسلش به منسی می‌رسید. او سی پسر داشت که بر سی الاغ می‌نشستند و سی شهر در جلعاد داشتند که به حوث یائیر مشهور شده بود. این سی شهر شهرهای کوچکی در مرز ارجوب بودند که یائیر آن‌ها را تسخیر کرده‌بود. بعضی نیز تعداد شهرهای حوث یائیر را بیست‌وسه یا شصت عدد دانسته‌اند. یائیر پس از مرگ در قامون دفن گردید. شهر قامون بعدها توسط پادشاه سلوکی آنتیوخوس سوم در هنگام پیشروی او از پلا به گفرون تصرف گردید.